# 구례 논곡리 삼층석탑
구례 논곡리 삼층석탑(求禮 論谷里 三層石塔)은 대한민국 전라남도 구례군 구례읍 논곡리에 있는 신라 시대의 삼층석탑이다. 1969년 6월 21일 대한민국의 보물 제509호로 지정되었다.

## 개요
논곡리(論谷里) 뒷산 중턱에 자리하고 있으며, 탑의 아랫부분이 파묻혀 있어 땅 위로 보이는 모습은 1단의 기단(基壇) 위에 3층의 탑신(塔身)을 올린 형태이다.
기단은 네 모서리에 기둥 모양을 새기고 맨윗돌에는 두툼한 연꽃받침을 두어 탑신을 받도록 하였다. 화려한 12개의 연꽃조각은 끝이 위로 올라갔으며 이러한 받침대는 다른 석탑에서는 볼수 없는 특이한 양식이다. 탑신부는 지붕돌과 몸돌이 각각 한 돌로 구성되었고 몸돌마다 모서리에 기둥조각을 새겨 놓았다. 또한 위로 오를수록 일정한 비율로 크기가 줄어들고 있어 그 모습이 정연하다. 지붕돌은 두꺼운 편이고 밑면의 받침은 각 4단이다. 낙수면의 경사는 급하게 시작되어 끝으로 내려올수록 완만하며, 지붕돌의 네 귀퉁이는 경쾌하게 치켜올라가 있다. 탑의 머리장식부분은 모두 없어지고 네모진 장식받침만 남아 있는데, 아래의 3층 지붕돌과 한 돌로 이루어져 있다.
이 탑은 전체적으로 보아 돌의 짜임새가 정제되어 있어 신라의 석탑양식을 보이고 있으며, 통일신라 후기에 세워진 것으로 보인다.

## 참고 자료
- 구례 논곡리 삼층석탑 - 국가유산청 국가유산포털